# بجدن (ششتمد)
بجدن یا بژدن روستایی است از توابع بخش مرکزی شهرستان ششتمد استان خراسان رضوی ایران.

## جمعیت
این روستا در دهستان بیهق قرار داشته و بر اساس سرشماری سال ۱۳۹۵ جمعیت آن ۶۳۸ نفر (۱۹۶ خانوار) بوده است. 